# Panzerkampfwagen E-100

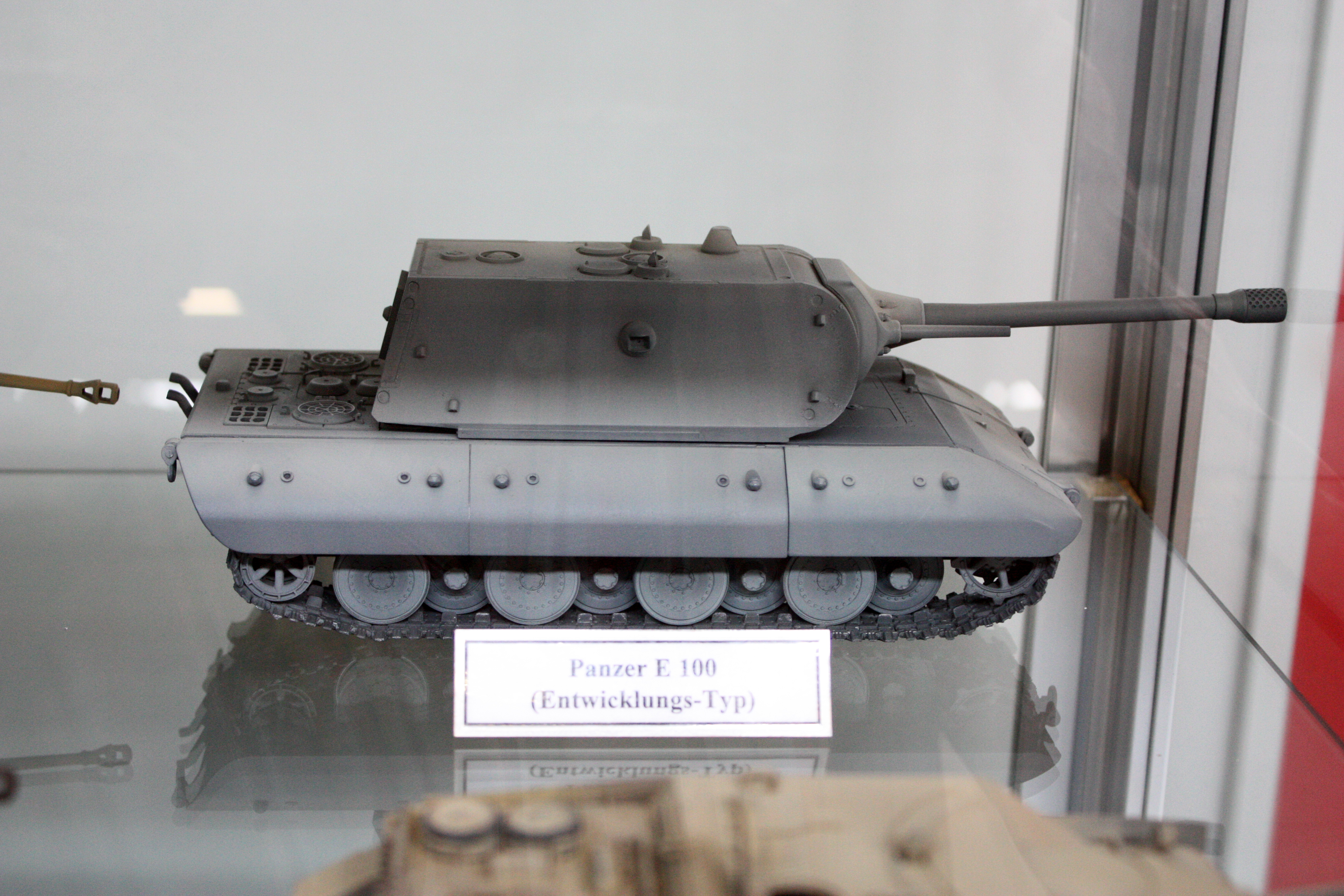
Modell im Panzermuseum Munster

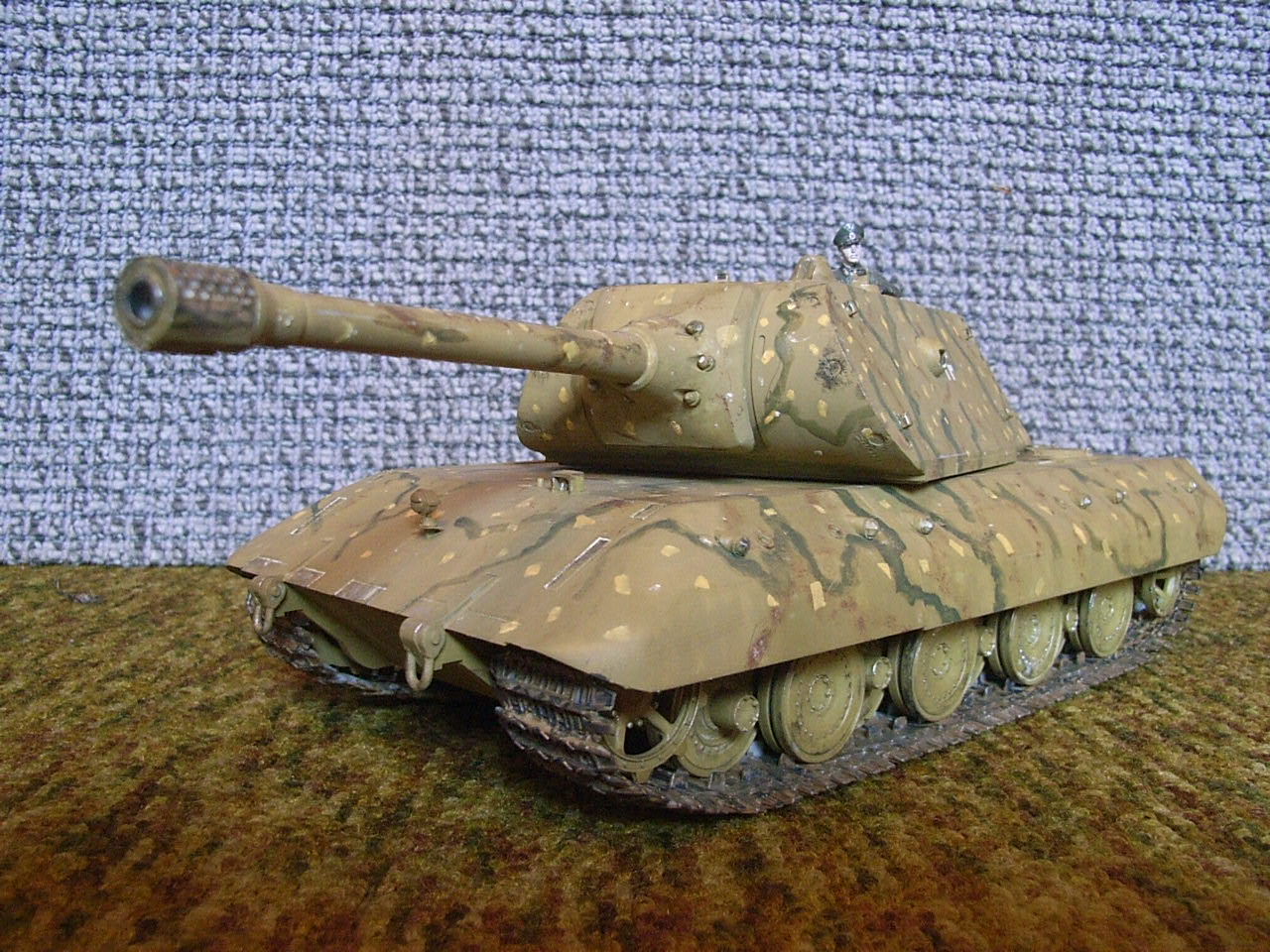
Panzer E-100 mit Mausturm (Modell)

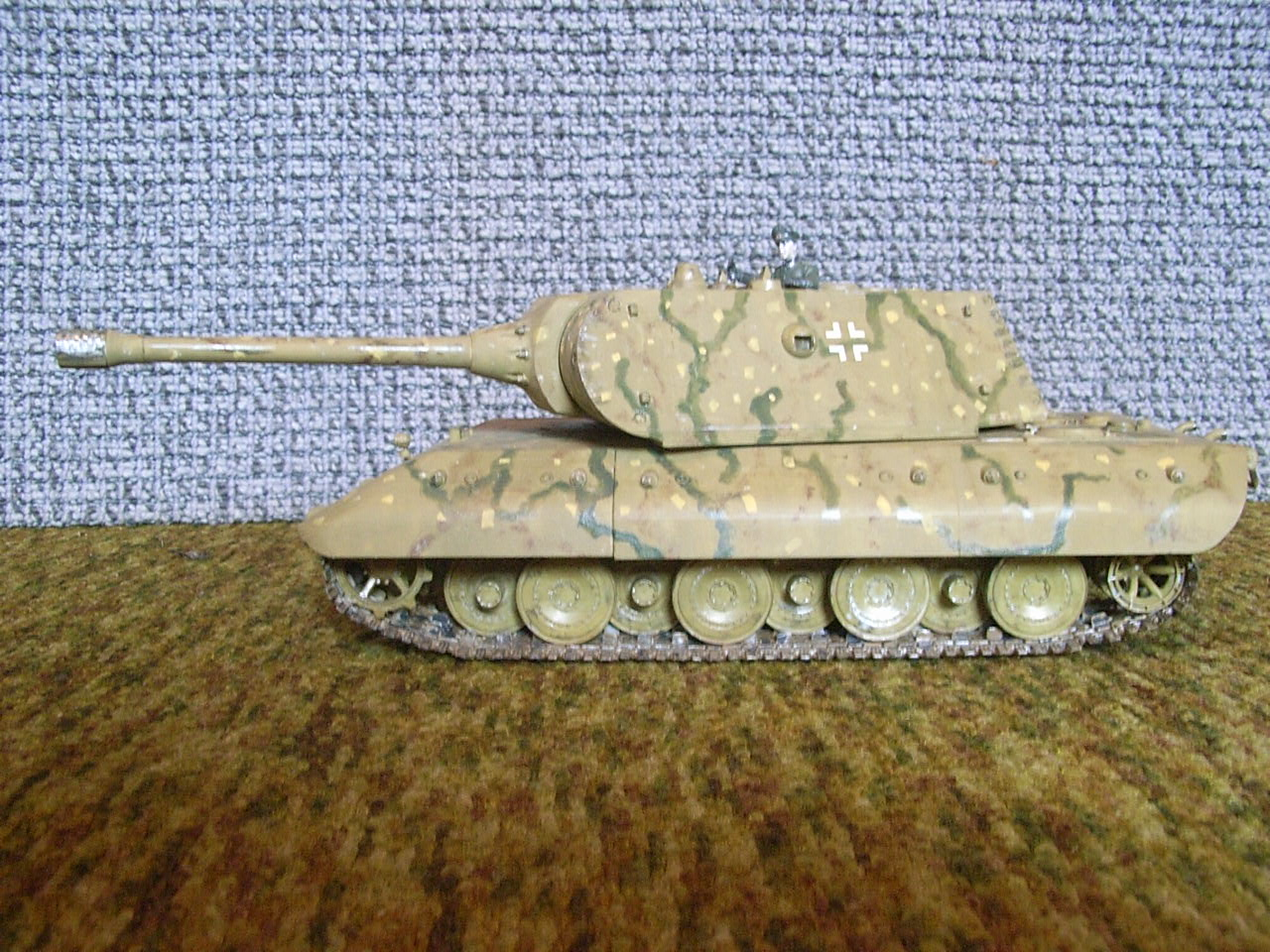
Seitenansicht (Modell)

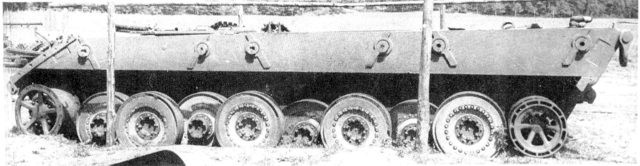
Fertiggestellte E-100-Wanne

Der Panzerkampfwagen E-100 war ein deutsches Panzerprojekt aus dem Zweiten Weltkrieg. Er gehörte zur E-Serie, mit der ab etwa 1942 im Deutschen Reich geplant wurde, die bisherigen Panzertypen zu ersetzen.

## Entwicklung
Etwa 1942 begannen die Entwicklungen der E-Reihe, um die zu dieser Zeit vorhandenen Panzertypen III und IV und die größeren Panther und Tiger zu ersetzen und Baugruppen zu vereinheitlichen. Vom 5-t-Waffenträger bis zum 140 Tonnen schweren E-100 sollten diese Projekte reichen. Baugruppen sollten vereinfacht und auf mehrere Typen angewendet werden; eine Gleichteilestrategie sollte Kosten senken und die Wartungsfreundlichkeit erhöhen.
Der E-100 war ein reines Experimentalfahrzeug. In ihn flossen die Erfahrung der Fronttruppen, die neueste Technik und die aktuellen Forderungen des Heereswaffenamtes ein. Die E-Panzer waren also reine Reißbrettstudien der deutschen Wehrmacht. Lediglich die Entwicklung des E-100 wurde weiter vorangetrieben und 1943 folgte der Produktionsauftrag. Hitlers späteres Verbot zur Entwicklung überschwerer Panzer aufgrund von Ressourcenknappheit sorgte jedoch dafür, dass der Prototyp mit lediglich drei Arbeitern weitergefertigt wurde. Zu Testzwecken wurde der Motor des Panzerkampfwagen VI Tiger II eingebaut. Hergestellt werden sollte dieser Panzer von den Adlerwerken.
Der ursprünglich von Krupp entworfene E-100 (auch Tiger-Maus genannt) wog um die 100 Tonnen. Nach der Übernahme des Projektes durch die Adlerwerke, bei der am ursprünglichen Design nur die Aufhängung verändert wurde, war beschlossen worden, dass der Panzer den Turm der Maus erhalten sollte. Diese Idee wurde jedoch bald wieder verworfen, da die Wanne das enorme Gewicht des Turms nicht hätte tragen können. Viel wahrscheinlicher ist daher, dass das Fahrzeug den Maus II Turm erhalten hätte, da dieser durch seine Bauweise mit besser angeschrägter Front und Seiten und weniger dicken Stahlplatten erheblich leichter ausgefallen wäre. Der Turm wurde allerdings nie gebaut, weshalb nur eine Schätzung des Gesamtgewichts von etwa 140 Tonnen bleibt, die der fertige Panzer auf die Waage gebracht hätte.

## Technik
Im Gegensatz zur noch schwereren Maus war der E-100 ein konventioneller Entwurf mit hinten liegendem Motor. Die Seitenpanzerung und die Ketten konnten für Bahntransporte abgenommen werden. Als Bewaffnung sollte eine 15,0- oder gar 17,0-cm-Kanone dienen, alternativ die 12,8-cm-Kanone des Jagdtigers. Der Turm des E-100 war jedoch zu klein, um eine 17,0-cm-Kanone aufzunehmen; das Fahrzeug hätte in diesem Fall in Kasemattbauweise, also ohne drehbaren Turm, konzipiert werden müssen. Außerdem fanden noch mehrere MGs in dem mit sechs Mann besetzten Koloss Platz. Bis zum Mai 1945 konnten lediglich eine Wanne und die Ketten fertiggestellt werden, für einen Turm fehlte die Zeit. Nach dem Kriegsende wurde das Laufwerk mit einer Belleville-Washer-Federung zu Tests nach England verfrachtet. Dabei wurde festgestellt, dass der 700-PS-Motor des Königstigers diesen überschweren Panzer nur auf 20 km/h beschleunigen konnte. Zudem gab es außer Eisenbahn- und Autobahnbrücken keinerlei Brücken, die ihn hätten tragen können, was ihn also, wie die Maus, zu einer fahrenden Festung gemacht hätte. Dies hätte den taktischen Wert in Frage gestellt, da bereits mit dem schweren Tiger II das Maximum für einen Panzer erreicht war.
Der Prototyp wurde vom bekannten Maybach HL 230 angetrieben. Die 700 PS erbrachten jedoch nicht die erhofften Fahrleistungen. Also musste ein stärkerer Motor her, der aber im engen Motorraum noch Platz finden musste. Deshalb wurde bei Maybach an einem aufgeladenen Panzermotor gearbeitet. Der HL 232 sollte etwa 1200 PS leisten; der Kraftstoffverbrauch müsste bei etwa zehn Litern pro Kilometer gelegen haben. Bei einem etwa 1200 Liter großen Tank hätte der Panzer damit einen Fahrbereich von etwa 120 Kilometern gehabt. Mehr als 40 km/h auf der Straße wären allerdings auch mit dem HL 232 nicht zu erreichen gewesen.

## Technische Daten
- Gewicht: 140 Tonnen
- Motor: Maybach HL 230 P30 mit 700 PS (Prototyp), geplant: Maybach HL 232 mit Kompressoraufladung und etwa 1200 PS
- Höchstgeschwindigkeit: 20 km/h (40 km/h geplant)
- Kettenbreite: 100 cm
- Bodendruck: 1,43 kg/cm²
- Bodenfreiheit: 57 cm
- Länge über alles: 8,7 m
- Breite über alles: 4,48 m
- Höhe: 3,32 m
- Besatzung: 6 Mann
- Baujahr: 1945
- Stückzahl: 1 unvollständiger Prototyp